# Језеро Мунго
Језеро Мунго (енгл. Lake Mungo) аустралијски је психолошки хорор филм из 2008. године, редитеља и сценаристе Џоела Андерсона, са Талијом Цукер, Роузи Трејнор, Дејвидом Плеџером и Мартином Шарпом у главним улогама. Рађен је техником пронађеног снимка, у форми псеудодокументарца. Иако је на почетку филма наглашено да се ради о истинитим догађајима, целокупна прича представља фикцију. Радња прати породицу Палмер која пролази кроз тежак период, након што им се шеснаестогодишња ћерка удавила у насловном језеру.
Филм је премијерно приказан 18. јуна 2008, на Филмском фестивалу у Сиднеју, а у марту 2009. приказан је и на фестивалу Југ-југозапад у Остину. Иако није успео да оствари комерцијални успех и стекне већу популарност, добио је веома позитивне оцене критичара. На сајту Ротен томејтоуз оцењен је са 96%. Филмски критичар Крис Стакман назвао је Језеро Мунго једним од најстрашнијих, најтужнијих и најпотцењенијих хорор филмова које је икада видео.
Језеро Мунго је 2010. било номиновано за награду Метар страха за најбољи хорор филм године.

## Радња
Дана 21. децембра 2005. године, Џун Палмер позвала је полицију да их обавести о нестанку њене шеснаестогодишње ћерке, Алис Палмер, на језеру Мунго. Поред Џун и Алис, на излету поред језера су били и Алисин отац, Расел, и њен брат, Метју. Породица Палмер претпостављала је да се Алис удавила, пошто нису видели да је изронила из језера. Три дана касније, полиција је пронашла њено тело.
Убрзо након њене смрти, у кући Палмерових почињу да се дешавају наизглед натприродне појаве. Истраживајући прошлост своје ћерке, Џун и Расел откривају шокантне информације. Џун проналази порнографски снимак, који показује да је Алис имала вишегодишњу сексуалну аферу са комшијама којима је чувала децу. Такође, у њеном дневнику проналази да је, непосредно пре смрти, у више наврата разговарала са медијумом Рејом Кеменијем. Од њега сазнају да је Алис константно била уплашена од смрти и да је предосећала да ће ускоро умрети.
Палмерови добијају снимке од Алисиних другарица, са којих се види да је на школском излету до језера Мунго, у августу 2005, Алис закопала нешто испод дрвета. Џун, Расел у Метју одлазе до места са снимка и проналазе Алисин мобилни телефон и наруквице у пластичној кеси. На последњем снимку са телефона, она шета поред језера све док се пред њом не појави њен сопствени двојник, налик на леш. Расел моментално препознаје лик приказе, пошто је он идентификовао Алисино тело након три проведена дана у језеру. Испоставља се да је Алис видела сопствени дух пре смрти, који јој је наговестио да ће убрзо умрети....

## Улоге
| Глумац          | Улога                  |
| --------------- | ---------------------- |
| Роузи Трејнор   | Џун Палмер             |
| Дејвид Плеџер   | Расел Палмер           |
| Мартин Шарп     | Метју Палмер           |
| Талија Цукер    | Алис Палмер            |
| Стив Џодрел     | Реј Кемени             |
| Тања Лентини    | Џорџи Ритер            |
| Камерон Стракан | Лит Ритер              |
| Џудит Робертс   | Ајрис Лонг             |
| Роберт Куминг   | Гарет Лонг             |
| Маркус Костело  | Џејсон Витл            |
| Клои Армстронг  | Ким Витл               |
| Карол Патуло    | Сенди Дроуен           |
| Тамара Донелан  | Мариса Тухи            |
| Скот Терил      | Брет Тухи              |
| Џоел Андерсон   | особа која интервјуише |